# Metro v Čeljabinsku

Schéma plánované sítě, úsek ve výstavbě označen tmavě červenou barvou

Čeljabinské metro je systém podzemní dráhy, který se staví v ruském městě Čeljabinsk. Stavební práce začaly v roce 1993.
Stavební práce byly již několikrát přerušeny kvůli nedostatku finančních prostředků, podobně datum zprovoznění prvního úseku bylo již mnohokrát změněno. Hovořilo se o zprovoznění 5,7 km úseku se čtyřmi stanicemi v roce 2012 nebo 4,5 km úseku se třemi stanicemi v roce 2010. V roce 2012 se hovořilo v nejlepším případě o první polovině roku 2019, v roce 2018 pak o zprovoznění v roce 2025. Existují plány na výstavbu sítě sovětského typu se třemi linkami a typickým přestupním trojúhelníkem.